# Škorpijonovo prekletstvo
Škorpijonovo prekletstvo (tudi Prekletstvo škorpijona iz žada, angleško The Curse of the Jade Scorpion) je ameriški komično-kriminalni film iz leta 2001, ki ga je režiral in zanj napisal scenarij Woody Allen. Allen je odigral tudi glavno vlogo zavarovalniškega preiskovalca C.W. Briggsa, ki ga skupaj z Betty Ann Fitzgerald (Helen Hunt) pokvarjeni hipnotizer izkoristi za krajo draguljev. V glavnih vlogah nastopajo še Dan Aykroyd, Elizabeth Berkley, John Schuck, Wallace Shawn, David Ogden Stiers in Charlize Theron. 
Film je s proračunom 33 milijona $ najdražji Allenov film. Prejel je mešane kritike in ni bil finančno uspešen. Na spletni strani Rotten Tomatoes je film prejel oceno 46%". Toda z leti si je prislužil status kultnega filma.

## Vloge
- Woody Allen kot C.W. Briggs
- Helen Hunt kot Betty Ann Fitzgerald
- Dan Aykroyd kot Chris Magruder
- Brian Markinson kot Alvin »Al«
- Wallace Shawn kot George Bond
- David Ogden Stiers kot Voltan
- Charlize Theron kot Laura Kensington
- Elizabeth Berkley kot Jill
- Peter Gerety kot Ned
- John Schuck kot Mize
- Kaili Vernoffkot Rosie
- Kevin Cahoon kot dostavljavec kosila